# Élections cantonales de 1992 en Lot-et-Garonne
Les élections cantonales ont eu lieu les 22 et 29 mars 1992.
Lors de ces élections, 20 des 40 cantons de Lot-et-Garonne ont été renouvelés. Elles ont vu la reconduction de la majorité UDF dirigée par Jean François-Poncet, président du conseil général depuis 1978.

## Résultats à l’échelle du département
Répartition départementale des résultats (2e tour).
- PCF (2,74 %)
- PS (28,37 %)
- Majorité (1,34 %)
- GE (1,36 %)
- RPR (17,22 %)
- UDF (22,83 %)
- DVD (20,33 %)
- FN (5,82 %)

| Étiquette      | Étiquette                          | Premier tour | Premier tour | Second tour | Second tour | Sièges |
| Étiquette      | Étiquette                          | Voix         | %            | Voix        | %           | Sièges |
| -------------- | ---------------------------------- | ------------ | ------------ | ----------- | ----------- | ------ |
|                | Parti socialiste                   | 17 696       | 21,92        | 16 606      | 28,37       | 3      |
|                | Parti communiste français          | 7 448        | 9,23         | 1 604       | 2,74        | 1      |
|                | Majorité présidentielle            | 1 472        | 1,82         | 783         | 1,34        | 0      |
|                | Extrême gauche                     | 760          | 0,94         |             |             |        |
| Gauche         | Gauche                             | 27 376       | 33,91        | 18 993      | 32,45       | 4      |
|                |                                    |              |              |             |             |        |
|                | Divers droite                      | 16 983       | 21,04        | 11 899      | 20,33       | 9      |
|                | Union pour la démocratie française | 10 323       | 12,79        | 13 366      | 22,83       | 5      |
|                | Front national                     | 9 745        | 12,07        | 3 407       | 5,82        | 0      |
|                | Rassemblement pour la République   | 7 234        | 8,96         | 10 080      | 17,22       | 2      |
| Droite         | Droite                             | 44 285       | 54,86        | 38 752      | 66,20       | 16     |
|                |                                    |              |              |             |             |        |
|                | Les Verts                          | 4 927        | 6,10         |             |             |        |
|                | Génération écologie                | 2 187        | 2,71         | 795         | 1,36        | 0      |
| Écologistes    | Écologistes                        | 7 114        | 8,81         | 795         | 1,36        | 0      |
|                |                                    |              |              |             |             |        |
|                | Régionalistes                      | 1 942        | 2,41         |             |             |        |
|                |                                    |              |              |             |             |        |
| Inscrits       | Inscrits                           | 114 809      | 100,00       | 93 064      | 100,00      |        |
| Abstention     | Abstention                         | 28 571       | 24,89        | 28 898      | 31,05       |        |
| Votants        | Votants                            | 86 238       | 75,11        | 64 166      | 68,95       |        |
| Blancs et nuls | Blancs et nuls                     | 5 521        | 6,40         | 5 626       | 8,77        |        |
| Exprimés       | Exprimés                           | 80 717       | 93,60        | 58 540      | 91,23       |        |

## Résultats par canton

### Canton d'Agen-Nord-Est
| Candidats      | Candidats            | Étiquette      | Premier tour | Premier tour | Second tour | Second tour |
| Candidats      | Candidats            | Étiquette      | Voix         | %            | Voix        | %           |
| -------------- | -------------------- | -------------- | ------------ | ------------ | ----------- | ----------- |
|                | Gilbert Fongaro*     | UDF            | 2 284        | 49,74        | 2 729       | 71,20       |
|                | Jean Dauriac         | PS             | 694          | 15,11        | 1 104       | 28,80       |
|                | Renelle Framboisier  | FN             | 620          | 13,50        |             |             |
|                | Alain Juste          | Verts          | 588          | 12,80        |             |             |
|                | Gérard Hecquefeuille | PCF            | 406          | 8,84         |             |             |
|                |                      |                |              |              |             |             |
| Inscrits       | Inscrits             | Inscrits       | 6 731        | 100,00       | 6 731       | 100,00      |
| Abstention     | Abstention           | Abstention     | 1 851        | 27,50        | 2 514       | 37,35       |
| Votants        | Votants              | Votants        | 4 880        | 72,50        | 4 217       | 62,65       |
| Blancs et nuls | Blancs et nuls       | Blancs et nuls | 288          | 5,90         | 384         | 9,11        |
| Exprimés       | Exprimés             | Exprimés       | 4 592        | 94,10        | 3 833       | 90,89       |

*sortant

### Canton d'Agen-Ouest
| Candidats      | Candidats           | Étiquette      | Premier tour | Premier tour | Second tour | Second tour |
| Candidats      | Candidats           | Étiquette      | Voix         | %            | Voix        | %           |
| -------------- | ------------------- | -------------- | ------------ | ------------ | ----------- | ----------- |
|                | Pierre Lapoujade*   | DVD            | 1 991        | 37,79        | 2 480       | 63,74       |
|                | Max Dal-Molin       | RPR            | 835          | 15,85        | 1 411       | 36,26       |
|                | François Mircovich  | PS             | 703          | 13,34        |             |             |
|                | Jean-Marie Barel    | FN             | 592          | 11,24        |             |             |
|                | Jean-Claude Delanis | PCF            | 384          | 7,29         |             |             |
|                | Jacques Perrault    | GE             | 369          | 7,00         |             |             |
|                | Fernand Boilon      | Verts          | 395          | 7,50         |             |             |
|                |                     |                |              |              |             |             |
| Inscrits       | Inscrits            | Inscrits       | 7 920        | 100,00       | 7 919       | 100,00      |
| Abstention     | Abstention          | Abstention     | 2 346        | 29,62        | 3 327       | 42,01       |
| Votants        | Votants             | Votants        | 5 574        | 70,38        | 4 592       | 57,99       |
| Blancs et nuls | Blancs et nuls      | Blancs et nuls | 305          | 5,47         | 701         | 15,27       |
| Exprimés       | Exprimés            | Exprimés       | 5 269        | 94,53        | 3 891       | 84,73       |

*sortant

### Canton d'Agen-Sud-Est
| Candidats      | Candidats          | Étiquette      | Premier tour | Premier tour |
| Candidats      | Candidats          | Étiquette      | Voix         | %            |
| -------------- | ------------------ | -------------- | ------------ | ------------ |
|                | Guy Saint-Martin*  | PS             | 2 940        | 51,85        |
|                | Laurence Maioroff  | RPR            | 1 222        | 21,55        |
|                | Serge Bergagnini   | FN             | 634          | 11,18        |
|                | René-Marie Schmitt | Verts          | 579          | 10,21        |
|                | Nadia Simoniti     | PCF            | 295          | 5,20         |
|                |                    |                |              |              |
| Inscrits       | Inscrits           | Inscrits       | 8 082        | 100,00       |
| Abstention     | Abstention         | Abstention     | 2 101        | 26,00        |
| Votants        | Votants            | Votants        | 5 981        | 74,00        |
| Blancs et nuls | Blancs et nuls     | Blancs et nuls | 311          | 5,20         |
| Exprimés       | Exprimés           | Exprimés       | 5 670        | 94,80        |

*sortant

### Canton de Beauville
| Candidats      | Candidats              | Étiquette      | Premier tour | Premier tour |
| Candidats      | Candidats              | Étiquette      | Voix         | %            |
| -------------- | ---------------------- | -------------- | ------------ | ------------ |
|                | Jean-Pierre Bissieres* | DVD            | 896          | 57,44        |
|                | André Verdier          | PS             | 223          | 14,29        |
|                | Francis Jung           | Verts          | 168          | 10,77        |
|                | Ginette Dussel         | PCF            | 147          | 9,42         |
|                | Daniel Castex          | FN             | 126          | 8,08         |
|                |                        |                |              |              |
| Inscrits       | Inscrits               | Inscrits       | 1 991        | 100,00       |
| Abstention     | Abstention             | Abstention     | 374          | 18,78        |
| Votants        | Votants                | Votants        | 1 617        | 81,22        |
| Blancs et nuls | Blancs et nuls         | Blancs et nuls | 57           | 3,53         |
| Exprimés       | Exprimés               | Exprimés       | 1 560        | 96,47        |

*sortant

### Canton de Bouglon
| Candidats      | Candidats           | Étiquette      | Premier tour | Premier tour | Second tour | Second tour |
| Candidats      | Candidats           | Étiquette      | Voix         | %            | Voix        | %           |
| -------------- | ------------------- | -------------- | ------------ | ------------ | ----------- | ----------- |
|                | Jean Bordes*        | UDF            | 705          | 41,01        | 889         | 53,17       |
|                | André Baccomo       | PS             | 471          | 27,40        | 783         | 46,83       |
|                | Raymond Girardi     | PCF            | 391          | 22,75        | Retrait     | Retrait     |
|                | Patrick Birepinte   | FN             | 88           | 5,12         |             |             |
|                | Pierre Perrot-Leger | Verts          | 64           | 3,72         |             |             |
|                |                     |                |              |              |             |             |
| Inscrits       | Inscrits            | Inscrits       | 2 067        | 100,00       | 2 060       | 100,00      |
| Abstention     | Abstention          | Abstention     | 264          | 12,77        | 302         | 14,66       |
| Votants        | Votants             | Votants        | 1 803        | 87,23        | 1 758       | 85,34       |
| Blancs et nuls | Blancs et nuls      | Blancs et nuls | 84           | 4,66         | 86          | 4,89        |
| Exprimés       | Exprimés            | Exprimés       | 1 719        | 95,34        | 1 672       | 95,11       |

*sortant

### Canton de Cancon
| Candidats      | Candidats          | Étiquette      | Premier tour | Premier tour | Second tour | Second tour |
| Candidats      | Candidats          | Étiquette      | Voix         | %            | Voix        | %           |
| -------------- | ------------------ | -------------- | ------------ | ------------ | ----------- | ----------- |
|                | Francis Larribeau* | RPR            | 1 562        | 47,01        | 2 039       | 69,47       |
|                | Dominique Merchez  | PS             | 508          | 15,29        | 896         | 30,53       |
|                | Georges Martinez   | FN             | 428          | 12,88        |             |             |
|                | Dominique Renard   | Verts          | 277          | 8,34         |             |             |
|                | Claude Cornier     | PCF            | 213          | 6,41         |             |             |
|                | Christian Helies   | DVD            | 195          | 5,87         |             |             |
|                | Jacques Malbec     | DVD            | 140          | 4,21         |             |             |
|                |                    |                |              |              |             |             |
| Inscrits       | Inscrits           | Inscrits       | 4 791        | 100,00       | 4 791       | 100,00      |
| Abstention     | Abstention         | Abstention     | 1 184        | 24,71        | 1 554       | 32,44       |
| Votants        | Votants            | Votants        | 3 607        | 75,29        | 3 237       | 67,56       |
| Blancs et nuls | Blancs et nuls     | Blancs et nuls | 284          | 7,87         | 302         | 9,33        |
| Exprimés       | Exprimés           | Exprimés       | 3 323        | 92,13        | 2 935       | 90,67       |

*sortant

### Canton de Damazan
| Candidats      | Candidats            | Étiquette      | Premier tour | Premier tour | Second tour | Second tour |
| Candidats      | Candidats            | Étiquette      | Voix         | %            | Voix        | %           |
| -------------- | -------------------- | -------------- | ------------ | ------------ | ----------- | ----------- |
|                | Jean-Romain Argacha* | PS             | 1 222        | 43,49        | 1 673       | 65,45       |
|                | André Bonhomme       | RPR            | 421          | 14,98        | 883         | 34,55       |
|                | Guy Chinour          | UDF            | 389          | 13,84        |             |             |
|                | Jean-Claude Francois | PCF            | 306          | 10,89        |             |             |
|                | Henri Genin          | FN             | 233          | 8,29         |             |             |
|                | Pierrette Jouet      | GE             | 150          | 5,34         |             |             |
|                | Jacques Barroux      | Verts          | 89           | 3,17         |             |             |
|                |                      |                |              |              |             |             |
| Inscrits       | Inscrits             | Inscrits       | 3 639        | 100,00       | 3 636       | 100,00      |
| Abstention     | Abstention           | Abstention     | 694          | 19,07        | 908         | 24,97       |
| Votants        | Votants              | Votants        | 2 945        | 80,93        | 2 728       | 75,03       |
| Blancs et nuls | Blancs et nuls       | Blancs et nuls | 135          | 4,58         | 172         | 6,30        |
| Exprimés       | Exprimés             | Exprimés       | 2 810        | 95,42        | 2 556       | 93,70       |

*sortant

### Canton de Duras
| Candidats      | Candidats                | Étiquette      | Premier tour | Premier tour |
| Candidats      | Candidats                | Étiquette      | Voix         | %            |
| -------------- | ------------------------ | -------------- | ------------ | ------------ |
|                | Lucien Chollet*          | DVD            | 1 447        | 52,58        |
|                | Maryse Guinguet          | PS             | 605          | 21,98        |
|                | Michel Rougier           | FN             | 254          | 9,23         |
|                | Jean Baritaud            | PCF            | 250          | 9,08         |
|                | Sylvie Carretero-Beylard | Verts          | 196          | 7,12         |
|                |                          |                |              |              |
| Inscrits       | Inscrits                 | Inscrits       | 3 772        | 100,00       |
| Abstention     | Abstention               | Abstention     | 844          | 22,38        |
| Votants        | Votants                  | Votants        | 2 928        | 77,62        |
| Blancs et nuls | Blancs et nuls           | Blancs et nuls | 176          | 6,01         |
| Exprimés       | Exprimés                 | Exprimés       | 2 752        | 93,99        |

*sortant

### Canton de Fumel
| Candidats      | Candidats        | Étiquette      | Premier tour | Premier tour | Second tour | Second tour |
| Candidats      | Candidats        | Étiquette      | Voix         | %            | Voix        | %           |
| -------------- | ---------------- | -------------- | ------------ | ------------ | ----------- | ----------- |
|                | André Lautie     | RPR            | 1 977        | 34,13        | 2 907       | 53,57       |
|                | Alain Bottemanne | PS             | 1 496        | 25,82        | 2 520       | 46,43       |
|                | Marcel Texeira   | PCF            | 721          | 12,45        |             |             |
|                | Marius Carrier   | FN             | 593          | 10,24        |             |             |
|                | Anne Carpentier  | REG            | 572          | 9,87         |             |             |
|                | Jean Grenier     | Verts          | 434          | 7,49         |             |             |
|                |                  |                |              |              |             |             |
| Inscrits       | Inscrits         | Inscrits       | 8 160        | 100,00       | 8 160       | 100,00      |
| Abstention     | Abstention       | Abstention     | 1 958        | 24,00        | 2 185       | 26,78       |
| Votants        | Votants          | Votants        | 6 202        | 76,00        | 5 975       | 73,22       |
| Blancs et nuls | Blancs et nuls   | Blancs et nuls | 409          | 6,59         | 548         | 9,17        |
| Exprimés       | Exprimés         | Exprimés       | 5 793        | 93,41        | 5 427       | 90,83       |

### Canton de Houeilles
| Candidats      | Candidats         | Étiquette      | Premier tour | Premier tour | Second tour | Second tour |
| Candidats      | Candidats         | Étiquette      | Voix         | %            | Voix        | %           |
| -------------- | ----------------- | -------------- | ------------ | ------------ | ----------- | ----------- |
|                | Auguste Brunet*   | PCF            | 377          | 37,18        | 531         | 54,52       |
|                | Jacques Fourcade  | DVD            | 259          | 25,54        | 443         | 45,48       |
|                | Alain Rolland     | PS             | 249          | 24,56        | Retrait     | Retrait     |
|                | Gérard Chapus     | FN             | 46           | 4,54         |             |             |
|                | Philippe Camou    | GE             | 44           | 4,34         |             |             |
|                | Pierre Carraz     | DVD            | 28           | 2,76         |             |             |
|                | Christian Benassy | REG            | 11           | 1,08         |             |             |
|                |                   |                |              |              |             |             |
| Inscrits       | Inscrits          | Inscrits       | 1 290        | 100,00       | 1 290       | 100,00      |
| Abstention     | Abstention        | Abstention     | 230          | 17,83        | 244         | 18,91       |
| Votants        | Votants           | Votants        | 1 060        | 82,17        | 1 046       | 81,09       |
| Blancs et nuls | Blancs et nuls    | Blancs et nuls | 46           | 4,34         | 72          | 6,88        |
| Exprimés       | Exprimés          | Exprimés       | 1 014        | 95,66        | 974         | 93,12       |

*sortant

### Canton de Laroque-Timbaut
| Candidats      | Candidats         | Étiquette      | Premier tour | Premier tour | Second tour | Second tour |
| Candidats      | Candidats         | Étiquette      | Voix         | %            | Voix        | %           |
| -------------- | ----------------- | -------------- | ------------ | ------------ | ----------- | ----------- |
|                | Henri Vidal*      | UDF            | 508          | 25,14        | 639         | 33,37       |
|                | Aldo Vecchiato    | DVD            | 486          | 24,05        | 773         | 40,37       |
|                | Raymond Grenier   | PS             | 341          | 16,87        | 503         | 26,27       |
|                | Jean-Marie Simon  | FN             | 183          | 9,05         |             |             |
|                | Guy Blanchard     | Verts          | 136          | 6,73         |             |             |
|                | Michel Maures     | GE             | 134          | 6,63         |             |             |
|                | Léopold Talou     | PCF            | 117          | 5,79         |             |             |
|                | Christian Richard | DVD            | 116          | 5,74         |             |             |
|                |                   |                |              |              |             |             |
| Inscrits       | Inscrits          | Inscrits       | 2 666        | 100,00       | 2 666       | 100,00      |
| Abstention     | Abstention        | Abstention     | 549          | 20,59        | 639         | 23,97       |
| Votants        | Votants           | Votants        | 2 117        | 79,41        | 2 027       | 76,03       |
| Blancs et nuls | Blancs et nuls    | Blancs et nuls | 96           | 4,53         | 112         | 5,53        |
| Exprimés       | Exprimés          | Exprimés       | 2 021        | 95,47        | 1 915       | 94,47       |

*sortant

### Canton de Marmande-Est
| Candidats      | Candidats         | Étiquette      | Premier tour | Premier tour | Second tour | Second tour |
| Candidats      | Candidats         | Étiquette      | Voix         | %            | Voix        | %           |
| -------------- | ----------------- | -------------- | ------------ | ------------ | ----------- | ----------- |
|                | Gilberte Larrieu* | UDF            | 2 895        | 38,66        | 4 154       | 58,22       |
|                | Michel Cazassus   | PS             | 2 114        | 28,23        | 2 981       | 41,78       |
|                | Guy Bertrand      | FN             | 920          | 12,28        |             |             |
|                | Michel Salinieres | PCF            | 561          | 7,49         |             |             |
|                | Pierre Baudet     | GE             | 548          | 7,32         |             |             |
|                | Jacques Rives     | Verts          | 451          | 6,02         |             |             |
|                |                   |                |              |              |             |             |
| Inscrits       | Inscrits          | Inscrits       | 10 878       | 100,00       | 10 878      | 100,00      |
| Abstention     | Abstention        | Abstention     | 2 881        | 26,48        | 3 157       | 29,02       |
| Votants        | Votants           | Votants        | 7 997        | 73,52        | 7 721       | 70,98       |
| Blancs et nuls | Blancs et nuls    | Blancs et nuls | 508          | 6,35         | 586         | 7,59        |
| Exprimés       | Exprimés          | Exprimés       | 7 489        | 93,65        | 7 135       | 92,41       |

*sortant

### Canton de Meilhan-sur-Garonne
| Candidats      | Candidats        | Étiquette      | Premier tour | Premier tour | Second tour | Second tour |
| Candidats      | Candidats        | Étiquette      | Voix         | %            | Voix        | %           |
| -------------- | ---------------- | -------------- | ------------ | ------------ | ----------- | ----------- |
|                | Henri Lafargue   | DVD            | 1 121        | 40,54        | 1 631       | 60,32       |
|                | Jean-Louis Pujol | PCF            | 702          | 25,39        | 1 073       | 39,68       |
|                | Jean Fenouillet  | PS             | 616          | 22,28        | Retrait     | Retrait     |
|                | Pierre Grimal    | FN             | 164          | 5,93         |             |             |
|                | Christian Sage   | Verts          | 162          | 5,86         |             |             |
|                |                  |                |              |              |             |             |
| Inscrits       | Inscrits         | Inscrits       | 3 586        | 100,00       | 3 586       | 100,00      |
| Abstention     | Abstention       | Abstention     | 635          | 17,71        | 730         | 20,36       |
| Votants        | Votants          | Votants        | 2 951        | 82,29        | 2 856       | 79,64       |
| Blancs et nuls | Blancs et nuls   | Blancs et nuls | 186          | 6,30         | 152         | 5,32        |
| Exprimés       | Exprimés         | Exprimés       | 2 765        | 93,70        | 2 704       | 94,68       |

### Canton de Mezin
| Candidats      | Candidats             | Étiquette      | Premier tour | Premier tour |
| Candidats      | Candidats             | Étiquette      | Voix         | %            |
| -------------- | --------------------- | -------------- | ------------ | ------------ |
|                | Jean Laraignou        | DVD            | 1 185        | 51,17        |
|                | Jean-Claude Garoste   | PCF            | 414          | 17,88        |
|                | Lucie Verzeni         | PS             | 392          | 16,93        |
|                | Emile Monserrat       | FN             | 168          | 7,25         |
|                | Jean-François Boitard | Verts          | 157          | 6,78         |
|                |                       |                |              |              |
| Inscrits       | Inscrits              | Inscrits       | 3 322        | 100,00       |
| Abstention     | Abstention            | Abstention     | 795          | 23,93        |
| Votants        | Votants               | Votants        | 2 527        | 76,07        |
| Blancs et nuls | Blancs et nuls        | Blancs et nuls | 211          | 8,35         |
| Exprimés       | Exprimés              | Exprimés       | 2 316        | 91,65        |

### Canton de Monflanquin
| Candidats      | Candidats        | Étiquette      | Premier tour | Premier tour |
| Candidats      | Candidats        | Étiquette      | Voix         | %            |
| -------------- | ---------------- | -------------- | ------------ | ------------ |
|                | Daniel Soulage*  | DVD            | 1 808        | 55,04        |
|                | Pierre Boissiere | REG            | 940          | 28,61        |
|                | Jean Pirlot      | FN             | 269          | 8,19         |
|                | Jean-Michel Goux | PCF            | 268          | 8,16         |
|                |                  |                |              |              |
| Inscrits       | Inscrits         | Inscrits       | 4 419        | 100,00       |
| Abstention     | Abstention       | Abstention     | 896          | 20,28        |
| Votants        | Votants          | Votants        | 3 523        | 79,72        |
| Blancs et nuls | Blancs et nuls   | Blancs et nuls | 238          | 6,76         |
| Exprimés       | Exprimés         | Exprimés       | 3 285        | 93,24        |

*sortant

### Canton de Prayssas
| Candidats      | Candidats         | Étiquette      | Premier tour | Premier tour | Second tour | Second tour |
| Candidats      | Candidats         | Étiquette      | Voix         | %            | Voix        | %           |
| -------------- | ----------------- | -------------- | ------------ | ------------ | ----------- | ----------- |
|                | Alain Merly       | DVD            | 765          | 31,42        | 1 355       | 57,22       |
|                | Guy Cassany       | PS             | 714          | 29,32        | 1 013       | 42,78       |
|                | Pierre Baboulenne | DVD            | 596          | 24,48        | Retrait     | Retrait     |
|                | Richard Sanchis   | FN             | 181          | 7,43         |             |             |
|                | Roger Cubertou    | PCF            | 114          | 4,68         |             |             |
|                | Robert Guenard    | PS             | 65           | 2,67         |             |             |
|                |                   |                |              |              |             |             |
| Inscrits       | Inscrits          | Inscrits       | 3 144        | 100,00       | 3 144       | 100,00      |
| Abstention     | Abstention        | Abstention     | 561          | 17,84        | 629         | 20,01       |
| Votants        | Votants           | Votants        | 2 583        | 82,16        | 2 515       | 79,99       |
| Blancs et nuls | Blancs et nuls    | Blancs et nuls | 148          | 5,73         | 147         | 5,84        |
| Exprimés       | Exprimés          | Exprimés       | 2 435        | 94,27        | 2 368       | 94,16       |

### Canton de Sainte-Livrade-sur-Lot
| Candidats      | Candidats              | Étiquette      | Premier tour | Premier tour | Second tour | Second tour |
| Candidats      | Candidats              | Étiquette      | Voix         | %            | Voix        | %           |
| -------------- | ---------------------- | -------------- | ------------ | ------------ | ----------- | ----------- |
|                | Charles de Cacqueray * | UDF            | 1 998        | 49,90        | 2 065       | 56,31       |
|                | Yves Claustre          | FN             | 844          | 21,08        | 807         | 22,01       |
|                | Lydia Dubarry          | GE             | 759          | 18,96        | 795         | 21,68       |
|                | Jeanine Meilland       | PCF            | 403          | 10,06        |             |             |
|                |                        |                |              |              |             |             |
| Inscrits       | Inscrits               | Inscrits       | 5 957        | 100,00       | 5 955       | 100,00      |
| Abstention     | Abstention             | Abstention     | 1 649        | 27,68        | 2 058       | 34,56       |
| Votants        | Votants                | Votants        | 4 308        | 72,32        | 3 897       | 65,44       |
| Blancs et nuls | Blancs et nuls         | Blancs et nuls | 304          | 7,06         | 230         | 5,90        |
| Exprimés       | Exprimés               | Exprimés       | 4 004        | 92,94        | 3 667       | 94,10       |

*sortant

### Canton de Tonneins
| Candidats      | Candidats          | Étiquette      | Premier tour | Premier tour | Second tour | Second tour |
| Candidats      | Candidats          | Étiquette      | Voix         | %            | Voix        | %           |
| -------------- | ------------------ | -------------- | ------------ | ------------ | ----------- | ----------- |
|                | Jean-Pierre Ousty* | PS             | 3 354        | 47,90        | 3 896       | 59,53       |
|                | Jacques Labeyrie   | DVD            | 1 371        | 19,58        | 1 521       | 23,24       |
|                | Eddy Marsan        | FN             | 1 135        | 16,21        | 1 128       | 17,23       |
|                | Jean Querbes       | PCF            | 712          | 10,17        |             |             |
|                | André Crouzet      | EXG            | 430          | 6,14         |             |             |
|                |                    |                |              |              |             |             |
| Inscrits       | Inscrits           | Inscrits       | 9 802        | 100,00       | 9 799       | 100,00      |
| Abstention     | Abstention         | Abstention     | 2 107        | 21,50        | 2 618       | 26,72       |
| Votants        | Votants            | Votants        | 7 695        | 78,50        | 7 181       | 73,28       |
| Blancs et nuls | Blancs et nuls     | Blancs et nuls | 693          | 9,01         | 636         | 8,86        |
| Exprimés       | Exprimés           | Exprimés       | 7 002        | 90,99        | 6 545       | 91,14       |

*sortant

### Canton de Villeneuve-sur-Lot-Nord
| Candidats      | Candidats         | Étiquette      | Premier tour | Premier tour | Second tour | Second tour |
| Candidats      | Candidats         | Étiquette      | Voix         | %            | Voix        | %           |
| -------------- | ----------------- | -------------- | ------------ | ------------ | ----------- | ----------- |
|                | Claude Larroche   | UDF            | 1 544        | 21,58        | 2 890       | 50,44       |
|                | Evelyne Dupuet*   | RPR            | 1 217        | 17,01        | 2 840       | 49,56       |
|                | Hugues Moulinier  | FN             | 890          | 12,44        |             |             |
|                | René Chambon      | PS             | 854          | 11,94        |             |             |
|                | Pierre Mares      | DVD            | 808          | 11,29        |             |             |
|                | Anne Carpentier   | REG            | 419          | 5,86         |             |             |
|                | Pierre Marieu     | Verts          | 336          | 4,70         |             |             |
|                | Jose Unanue       | PS             | 331          | 4,63         |             |             |
|                | Sylvette Pallares | PCF            | 245          | 3,42         |             |             |
|                | Humbert Grumelli  | DVD            | 210          | 2,94         |             |             |
|                | Patrick Granziera | GE             | 183          | 2,56         |             |             |
|                | Claude Leriche    | EXG            | 118          | 1,65         |             |             |
|                |                   |                |              |              |             |             |
| Inscrits       | Inscrits          | Inscrits       | 10 580       | 100,00       | 10 580      | 100,00      |
| Abstention     | Abstention        | Abstention     | 3 001        | 28,36        | 3 842       | 36,31       |
| Votants        | Votants           | Votants        | 7 579        | 71,64        | 6 738       | 63,69       |
| Blancs et nuls | Blancs et nuls    | Blancs et nuls | 424          | 5,59         | 1008        | 14,96       |
| Exprimés       | Exprimés          | Exprimés       | 7 155        | 94,41        | 5 730       | 85,04       |

*sortant

### Canton de Villeneuve-sur-Lot-Sud
| Candidats      | Candidats      | Étiquette      | Premier tour | Premier tour | Second tour | Second tour |
| Candidats      | Candidats      | Étiquette      | Voix         | %            | Voix        | %           |
| -------------- | -------------- | -------------- | ------------ | ------------ | ----------- | ----------- |
|                | Serge Dubois*  | DVD            | 2 870        | 37,07        | 3 696       | 51,42       |
|                | Roger Chauzy   | FN             | 1 377        | 17,78        | 1 472       | 20,48       |
|                | Serge Leonard  | PS             | 1 276        | 16,48        | 2 020       | 28,10       |
|                | Thérèse Campas | Verts          | 895          | 11,56        |             |             |
|                | Lucien Baumlin | DVD            | 691          | 8,92         |             |             |
|                | André Garrigue | PCF            | 422          | 5,45         |             |             |
|                | Claude Leriche | EXG            | 212          | 2,74         |             |             |
|                |                |                |              |              |             |             |
| Inscrits       | Inscrits       | Inscrits       | 12 012       | 100,00       | 11 869      | 100,00      |
| Abstention     | Abstention     | Abstention     | 3 651        | 30,39        | 4 191       | 35,31       |
| Votants        | Votants        | Votants        | 8 361        | 69,61        | 7 678       | 64,69       |
| Blancs et nuls | Blancs et nuls | Blancs et nuls | 618          | 7,39         | 490         | 6,38        |
| Exprimés       | Exprimés       | Exprimés       | 7 743        | 92,61        | 7 188       | 93,62       |

*sortant